# 許作梅
許作梅（16世紀—17世紀），字景說，號傅巖，河南衛輝府新鄉縣人，明末清初政治人物。

## 生平
許作梅在崇禎九年（1636年）中舉人，十三年（1640年）成進士，獲授行人，十五年（1642年）負責順天鄉試，取錄多名文士；十七年（1644年）李自成攻陷北京，他拒絕受官，帶著崇禎帝屍首到昌平的田貴妃墓下葬，寫下「大明崇禎皇帝梓宮」在墓中，之後逃到山西，隱居蘇門。
順治二年（1645年），許作梅奉詔入京補任原官，考授工科給事中，因為上報輔臣失職沒回應而請求罷歸；九年（1652年）再起用為吏科，陞工科右給事中，轉左給事中，在十一年（1654年）的浙江鄉試取錄名士。其後他負責行視河漕，年底陞兵科都給事中，直言敢諫，彈劾不懼怕權貴，呈上五十多道奏疏；再陞太僕寺少卿，在省親時辭官，以建造園亭娛樂，五十七歲去世，有《奏疏時文集》流傳。